# Partito Socialista di Inghilterra e Galles
Il Partito Socialista dell'Inghilterra e del Galles è un partito di ispirazione marxista e socialista inglese fondato nel 1991 da una scissione dal Partito Laburista. Dapprima denominato Militant Labour, il partito si rinominò nel 1997 come Partito Socialista. è parte al livello europeo della Sinistra Anticapitalista Europea